# Parafia św. Barbary w Kocinie
Parafia świętej Barbary w Kocinie – parafia rzymskokatolicka, znajdująca się w diecezji kieleckiej, w dekanacie wiślickim.